# 北海道中央バス砂川ターミナル
座標: 北緯43度29分38.23秒 東経141度54分23.5秒 / 北緯43.4939528度 東経141.906528度

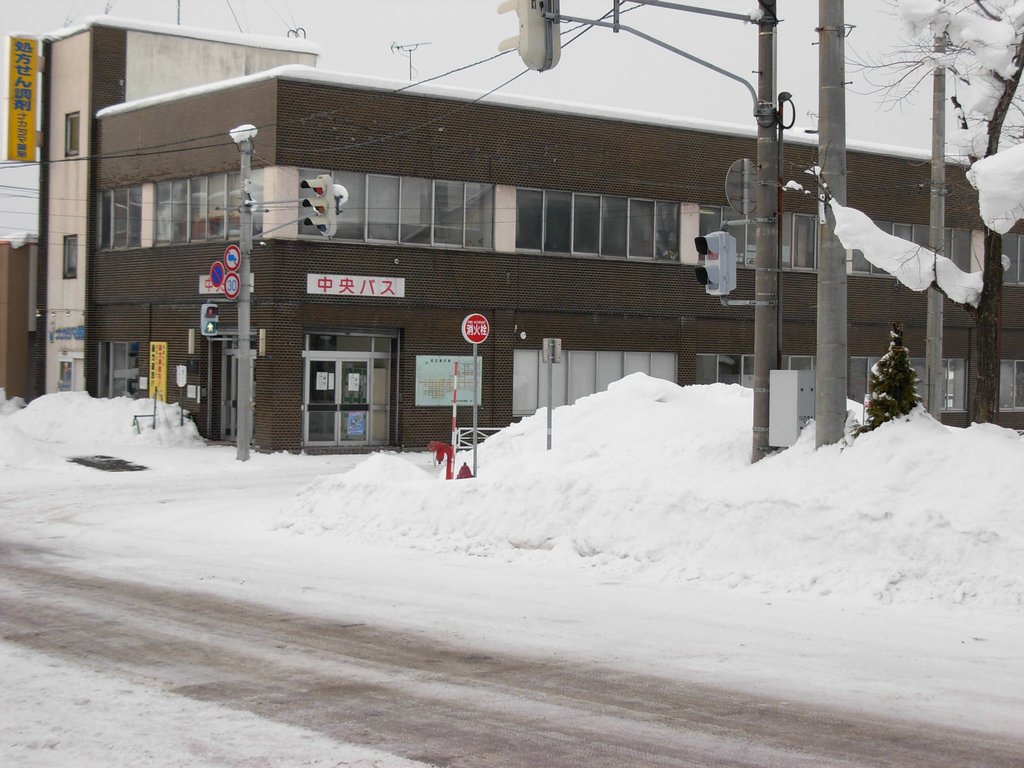
砂川ターミナル

北海道中央バス砂川ターミナル（ほっかいどうちゅうおうバス すながわターミナル）は、北海道中央バスが北海道砂川市西2条北3丁目1-1に設置していたバスターミナル施設。2009年（平成21年）3月31日の営業をもって閉鎖された。

## 概要
砂川市の中心部に位置し、各方面へ一般路線バスや高速バスが発着する交通拠点となっていた。待合室には発券窓口と自動券売機を設置し、施設内にはテナントとして売店とナカジマ薬局が入居していた。
1958年（昭和33年）9月1日に砂川出張所として開設。1959年（昭和34年）10月8日に砂川駅前に砂川ターミナルを開設し、出張所をターミナル内に移転した。1967年（昭和42年）3月1日に砂川営業所となり、1969年（昭和44年）10月13日に西2条北3丁目の旧砂川市立病院跡地に移転した。1992年（平成4年）12月1日付で滝川営業所と統合し、滝川営業所砂川ターミナルとなった。車庫は東1条北8丁目に設けられている。

## 発着していた路線
廃止時
- 1のりば
  - 高速たきかわ号 札幌駅前ターミナル方面
  - 札幌運転免許試験場線 札幌運転免許試験場方面
- 2のりば
  - 滝岩線 奈井江高校・美唄駅前方面
  - 花月・砂川線 新十津川・滝川ターミナル方面
- 3のりば
  - 滝岩線・歌志内線 滝川ターミナル方面
- 4のりば
  - 滝芦線 滝川・芦別方面
- 5のりば
  - 歌志内線 赤平昭和・宮下町方面
  - 焼山線 上歌新栄町方面
- 6のりば
  - 上砂川線 上砂川東町・上砂川岳温泉方面
- 路上停留所
  - 高速たきかわ号 滝川ターミナル方面
  - 降車用

砂川ターミナル終着便は施設脇の降車場で扱っていた。
高速たきかわ号の滝川ターミナル行きは施設構内に乗り入れず、施設脇の乗降場に停車していた。

## 閉鎖後
2009年（平成21年）3月31日をもって施設は閉鎖された。跡地にはナカジマ薬局によるバス待合室を併設した複合施設「SUNAGAWAエヌタワービル」が2010年に完成している。
ターミナルの閉鎖に伴い、バス停および乗車券販売の扱いは以下のように変更された。
乗り場
停留所名は「砂川市立病院」に改称し、停留所を2箇所設置。
- 美唄・奈井江・赤平昭和・上砂川・上歌新栄町方面
- 滝川・芦別・（高速）札幌方面

2009年4月1日から2010年3月31日までは、旧ターミナルの道路を挟んで西側にバス停を設置。2010年4月1日からは、SUNAGAWAエヌタワービルの西側（2009年4月1日現在の乗り場の道路向かい）に停留所を移設した。
乗車券
ナカジマ薬局砂川店で乗車券類を発売する。土・日・祝日は薬局が休業のため、待合室内売店にて札幌行き高速バスの回数券と往復券のみ発売する。定期券は予約制による取次ぎ販売となる。

## 周辺
- 砂川市役所
- 砂川市立病院
- 砂川市公民館
- 砂川市立図書館
- 砂川郵便局
- 砂川社会保険事務所
- 滝川公共職業安定所砂川出張所（ハローワーク砂川）
- 北海道銀行砂川支店
- 北洋銀行砂川支店